# InGalera
InGalera è un ristorante milanese, aperto dal 2015, che si trova nel carcere di Bollate, in comune di Milano, al confine col comune di Baranzate. Rappresenta l'unico locale per la ristorazione aperto a clienti esterni esistente in Italia che nasce all'interno di un istituto di detenzione.

## Storia
Dopo anni di esperienze nel campo della ristorazione realizzate nel carcere milanese di Bollate, iniziate nel 2004, grazie anche alla Fondazione Cariplo, all'istituto alberghiero Paolo Frisi e alla fondazione Peppino Vismara il Ministero della giustizia ha autorizzato la creazione del ristorante Ingalera nel carcere di Bollate, aperto al pubblico esterno e con personale che viene scelto tra i detenuti del carcere. La sua inaugurazione è avvenuta durante la direzione dell'istituto di Massimo Parisi e Silvia Polleri è la responsabile del progetto.

## Descrizione
Il ristorante è sito all'interno dell'istituto di pena di Milano Bollate. Come noto, il carcere, nonostante il nome, non si trova a Bollate, bensì a Milano e, per una piccola parte, a Baranzate, fino al 2005 frazione di Bollate. I posti a sedere per i clienti sono 52, è aperto tutti i giorni della settimana con offerte di tipo diverso. Vi lavorano nove dipendenti, tutti detenuti del carcere a parte chef e maître. L'ambiente è stato curato da grandi marchi del design italiano.

## Avventori celebri
Al ristorante si sono recati, tra gli altri, Maurizio Martina e Carlo Cracco, Malika Ayane e Luigi Ciotti.

## Nella cultura di massa
All'esperienza del ristorante InGalera si è ispirato il film documentario del 2023 Benvenuti in galera, con la regia di Michele Rho.